# Rhinopithecus roxellana roxellana
O macaco-dourado-de-nariz-arrebitado-de-Moupin (Rhinopithecus roxellana roxellana) é uma das 3 subespécies de Rhinopithecus roxellana.

## Estado de conservação
Esta subespécie foi listada como "em perigo" devido à perda de habitat e à caça ilegal, o que causou um declíneo de cerca de 50% nos últimos 40 anos.